# ووهیلانی
ووهیلانی (به لاتین: Vohilany) یک منطقهٔ مسکونی در ماداگاسکار است که در وهیپنو واقع شده‌است. ووهیلانی ۸٬۰۰۰ نفر جمعیت دارد.